# 오타니 기쿠조

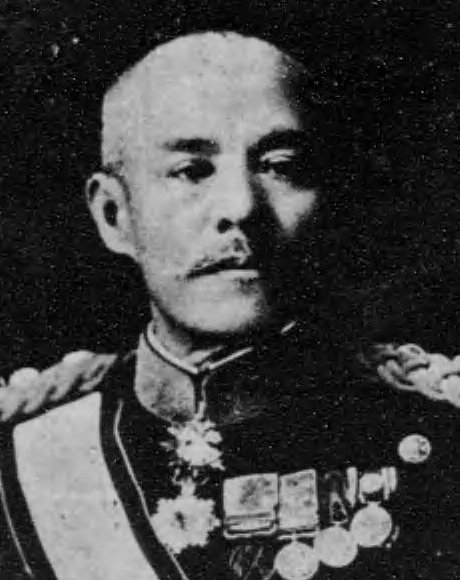
오타니 기쿠조

오타니 기쿠조(大谷喜久蔵)는 일본의 육군군인, 화족이다. 작위는 남작.